# Fußball-Weltmeisterschaft der Frauen 1999/Statistik
Dieser Artikel gibt einen Überblick über die Rekorde und Statistiken zur Fußball-Weltmeisterschaft der Frauen 1999.

## Torjägerinnen
- Erste Torschützin: Mia Hamm (USA) in der 17. Minute des Eröffnungsspiels gegen Dänemark
- Schnellste Torschützin: Nkiru Okosieme (Nigeria)  und Kristin Bengtsson (Schweden) in der 2. Minute bei der 1:7-Niederlage gegen die USA bzw. der 1:2-Niederlage gegen China
- Erste Schützin eines Golden Goals Sissi (Brasilien) in der 104. Minute des Viertelfinalspiels gegen Nigeria zum 4:3
- Julie Foudy (USA) erzielte im Eröffnungsspiel das 200. WM-Tor
- Marianne Pettersen (Norwegen) gelang beim 3:1-Sieg im Viertelfinale gegen Schweden mit dem Tor zum zwischenzeitlichen 2:0 das 300. WM-Tor
- Beim 7:1-Sieg der Brasilianerinnen gegen Mexiko gelangen mit Sissi und Pretinha erstmals zwei Spielerinnen je drei Tore in einem WM-Spiel
- Mit 3,84 Toren pro Spiel wurde ein bis heute gültiger Rekord aufgestellt. Die Gesamtzahl von 123 Toren wurde erst bei der WM 2015 mit 146 Toren bei 20 mehr ausgetragenen Spielen übertroffen.
- Michelle Akers, Torschützenkönigin der WM 1991 steigerte mit zwei weiteren Toren ihren Rekord auf 12 Tore
- Erste Spielerin mit mindestens je drei Toren bei drei Weltmeisterschaften: Bettina Wiegmann: 1991 (3), 1995 (3), 1999 (3)
- Jüngste Dreifach-Torschützin: Inka Grings (Deutschland)  am 25. Juni 1999 gegen Mexiko mit 20 Jahren und 237 Tagen die Tore zum 1:0, 4:0 und 6:0-Endstand (aktueller Rekord)

### Beste Torschützinnen
| Rang | Spielerin           | Tore |
| ---- | ------------------- | ---- |
| 1    | Sissi               | 7    |
|      | Sun Wen             | 7    |
| 3    | Ann Kristin Aarønes | 4    |
| 4    | Inka Grings         | 3    |
|      | Nkiru Okosieme      | 3    |
|      | Marianne Pettersen  | 3    |
|      | Pretinha            | 3    |
|      | Liu Ailing          | 3    |
|      | Jin Yan             | 3    |
|      | Tiffeny Milbrett    | 3    |
|      | Hege Riise          | 3    |
|      | Bettina Wiegmann    | 3    |

Zudem 17 Spielerinnen mit zwei Toren, 41 Spielerinnen mit einem Tor und 3 Eigentore

## Abschlusstabelle WM 1999
Rangliste nach Kriterien der FIFA:
| Rang | Mannschaft          | Spiele | Gewonnen | Unentschieden | Verloren | Tore  | Tordifferenz | Punkte |
| ---- | ------------------- | ------ | -------- | ------------- | -------- | ----- | ------------ | ------ |
| 01   | Vereinigte Staaten  | 6      | 5        | 1             | 0        | 18:03 | +15          | 16     |
| 02   | Volksrepublik China | 6      | 5        | 1             | 0        | 19:02 | +17          | 16     |
| 03   | Brasilien           | 6      | 3        | 2             | 1        | 16:09 | +7           | 11     |
| 04   | Norwegen            | 6      | 4        | 1             | 1        | 16:08 | +8           | 13     |
| 05   | Russland (E)        | 4      | 2        | 0             | 2        | 10:05 | +5           | 6      |
| 06   | Schweden            | 4      | 2        | 0             | 2        | 07:06 | +1           | 6      |
| 07   | Nigeria             | 4      | 2        | 0             | 2        | 08:12 | −4           | 6      |
| 08   | Deutschland         | 4      | 1        | 2             | 1        | 12:07 | +5           | 5      |
| 09   | Italien             | 3      | 1        | 1             | 1        | 03:03 | ±0           | 4      |
| 10   | Nordkorea (E)       | 3      | 1        | 0             | 2        | 04:06 | −2           | 3      |
| 11   | Australien          | 3      | 0        | 1             | 2        | 03:07 | −4           | 1      |
| 12   | Kanada              | 3      | 0        | 1             | 2        | 03:12 | −9           | 1      |
| 13   | Ghana (E)           | 3      | 0        | 1             | 2        | 01:10 | −9           | 1      |
|      | Japan               | 3      | 0        | 1             | 2        | 01:10 | −9           | 1      |
| 15   | Dänemark            | 3      | 0        | 0             | 3        | 01:08 | −7           | 0      |
| 16   | Mexiko (E)          | 3      | 0        | 0             | 3        | 01:15 | −14          | 0      |

Anmerkungen:
- Entscheidend für die Reihenfolge nach FIFA-Kriterien ist zunächst die erreichte Runde (Sieger, Finalist, Dritter, Halbfinalist, Viertelfinalist, Vorrundenteilnehmer). Ist die erreichte Runde gleich, entscheiden der Reihe nach die Zahl der Punkte, die Tordifferenz, die Zahl der geschossenen Tore und der direkte Vergleich.
- Entscheidungen nach Verlängerung werden mit dem Stand nach 120 Minuten bzw. beim Ende durch Golden Goal gewertet, aber ohne Tore im Elfmeterschießen.
- (E) = Erste Teilnahme

## Spielerinnen
- Jüngste Spielerin: Ifeanyi Chiejine (Nigeria) mit 16 Jahren und 34 Tagen (aktueller Rekord) beim Spiel gegen Nordkorea. Mit 16 Jahren und 53 Tagen wurde Mónica Vergara (Mexiko) vier Tage später bei der Niederlage gegen Deutschland zweitjüngste Spielern der WM-Geschichte
- Bente Nordby (Norwegen) blieb als erste Torhüterin in sieben Spielen – davon fünf bei der WM 1995 – ohne Gegentor, den Rekord stellte Briana Scurry (USA) aber im Finale ein, die 1995 dreimal kein Gegentor kassiert hatte.
- Schnellste Einwechslung: Therese Lundin (Schweden) in der 6. Minute des Spiels gegen Ghana für Hanna Ljungberg. Auch bei der 1. WM gab es einen Spielerinnenwechsel in der 6. Minute, damals kam aber eine Torhüterin für eine Mittelfeldspielerin ins Spiel, nachdem die erste Torhüterin die Rote Karte erhalten hatte.
- Schnellste Gelbe Karte: Ri Hyang-ok (Nordkorea) in der 1. Minute des Spiels gegen Nigeria (aktueller Rekord)
- Schnellste Rote Karte: Alicia Ferguson (Australien) in der 2. Minute des Spiels gegen China (aktueller Rekord)
- Ri Hyang-ok nahm 2015 und 2019 auch als Schiedsrichterin an WM-Endrunden teil
- Die meisten Gegentore: Ann Chi Jine (Nigeria) 33 in 10 Spielen zwischen 1991 und 1999, davon nur ein Spiel ohne Gegentor
- Michelle Akers ist die bisher einzige Spielerin, die in zwei Finals (1991 und 1999) je eine gelbe Karte erhielt.

## Trainer
- Tony DiCicco (USA) und Ma Yuanan stellten den Rekord von 12 WM-Spielen von Gero Bisanz (Deutschland) und Even Pellerud (Norwegen) ein.
- Keine Mannschaft wurde von einem ausländischen Trainer betreut.
- Tina Theune-Meyer (Deutschland) und Marika Domanski-Lyfors (Schweden) waren die einzigen Trainerinnen, die anderen 14 Mannschaften wurden von Männern trainiert.
- Leonardo Cuéllar (Mexiko) war der erste Trainer, der selber als Spieler (1978) an einer WM teilgenommen hatte.

## Schiedsrichterinnen
- Im Eun-ju (Südkorea) und Nicole Petignat waren die ersten Schiedsrichterinnen, die bei einem WM-Turnier vier Spiele leiteten, ein Rekord, der nur einmal – 2015 von der Neuseeländerin Anna-Marie Keighley mit 5 Spielen – überboten wurde.
- Jüngste Schiedsrichterin: Marisela Contreras de Fuentes (Venezuela) im Alter von 26 Jahren und 11 Tagen beim Spiel Norwegen – Japan am 26. Juni 1999 (aktueller Rekord)
- Erste Schiedsrichterin, die zwei Eröffnungsspiele leitete: Sonia Denoncourt (Kanada) 1995 und 1999

## Qualifikation
- 88 Mannschaften wurden zur Qualifikation gemeldet, 33 mehr als vier Jahre zuvor. Die UEFA sortierte aber 18 spielschwache Mannschaften aus, die schon eine Vorqualifikation für die WM 2003 spielten. Dort bestritten die Georgierinnen ihre ersten Länderspiele, zogen aber nach zwei Niederlagen zurück. Auch Bosnien und Herzegowina bestritt die ersten Frauen-Länderspiele in der Vorqualifikation.
- Erstmals diente die Europameisterschaft nicht mehr als Qualifikation für die europäischen Mannschaften. In den anderen Kontinentalverbänden ist es immer noch die Kontinentalmeisterschaft. Die beiden Finalisten der vorherigen WM wurden in eine Gruppe gelost, Deutschland konnte das Heimspiel mit 1:0 gewinnen, verlor in Norwegen aber mit 2:3 – bis zum 20. Oktober 2017 die letzte Niederlage in einem WM-Qualifikationsspiel für die deutschen Frauen. Da sie zudem in den Niederlanden verloren hatten, wo die Norwegerinnen ein torloses Remis erreichten, wurden die Norwegerinnen Gruppensieger und Deutschland musste in die Play-offs, wo die Ukraine ausgeschaltet wurde. Zudem konnten sich Russland in den Playoffs gegen Finnland erstmals für die WM qualifizieren. England, Viertelfinalist der vorherigen WM, wurde in der Gruppe mit Deutschland, Norwegen und der Niederlande nur Vierter.
- In Südamerika nahmen erstmals alle CONMEBOL-Mitglieder an der Qualifikation teil. Für Kolumbien, Paraguay, Peru und Uruguay war das erste Qualifikationsspiel in Südamerika auch das allererste Länderspiel. Peru kassierte gleich im ersten Spiel mit 0:15 gegen Brasilien seine höchste Niederlage, Venezuela mit 0:14 gegen Brasilien. Brasilien konnte sich als Südamerikameister zum dritten Mal qualifizieren, Argentinien scheiterte als Vizemeister in panamerikanischen Playoffs an Mexiko, das sich erstmals qualifizieren konnte.
- In der CONCACAF-Qualifikation bestritten die Frauen von El Salvador, Guatemala, Guyana, Honduras und Puerto Rico ihre ersten Länderspiele. Puerto Rico musste gleich im ersten Spiel mit 0:21 gegen Kanada die höchste Länderspielniederlage hinnehmen. Auch Guyana (0:9 gegen Trinidad & Tobago) erlitt die höchste Niederlage. Beim Qualifikationsturnier in Guatemala nahm auch die B-Mannschaft von Guatemala teil und verlor mit 0:17 gegen Costa Rica, für die Costa-ricanerinnen der höchste Sieg. Kanada qualifizierte sich als Meister der CONCACAF, Mexiko wurde Vizemeister. Die USA nahmen nicht teil, da sie als Gastgeber automatisch für die WM qualifiziert waren.
- In Asien waren es für Guam die ersten Länderspiele. China qualifizierte sich als Asienmeister, Nordkorea als Zweiter und Japan als Dritter.
- In Afrika waren es für die Frauen von Ägypten, Lesotho, die Demokratische Republik Kongo, Mosambik und Uganda die ersten Länderspiele. Kenia, Namibia und Sierra Leone zogen zurück. Nigeria qualifizierte sich als Afrikameister, Ghana als Vizemeister.
- In der ozeanischen Qualifikation traten die Frauen aus Amerikanisch-Samoa erstmals zu Länderspielen an und kassierten mit 0:21 gegen Australien gleich eine Rekordniederlage. Auch Samoa gegen Neuseeland und Fidschi gegen Australien mussten ihre höchsten Niederlagen hinnehmen. Für ihre Gegner sind es dagegen bis heute die höchsten Siege. Australien qualifizierte sich durch einen 3:1-Sieg gegen Neuseeland für die WM.

## Besonderheiten
- Das Eröffnungsspiel zwischen den USA und Dänemark ist mit 78.972 Zuschauern das Eröffnungsspiel mit den meisten Zuschauern
- Das Finale zwischen den USA und China ist mit 90.185 das Finale mit den meisten Zuschauern
- Der Schnitt von 37.218 Zuschauern pro Spiel ist der bisher höchste Zuschauerschnitt
- Erstmals wurden das Finale und das Spiel um Platz 3 im Elfmeterschießen entschieden
- Mit Brasilien konnte erstmals eine südamerikanische Mannschaft einen Platz unter den ersten Drei erreichen
- Mit vier Roten und einer Gelb-Roten Karte wurde ein bis heute gültiger Negativrekord aufgestellt.
- Für Norwegen endete bei dieser WM die längste Serien mit Siegen in Folge: 10 Spiele (1995–1999) – von den USA im Halbfinale 2019 mit dem 11. Sieg in Folge überboten und im Finale auf 12 Siege in Folge gesteigert.
- Für Norwegen endete bei dieser WM auch die längste Serien von Spielen mit mindestens einem Tor in Folge: 15 Spiele (1991–1999).
- Der Rekord der Norwegerinnen von 368 Minuten ohne Gegentor, der bei der WM 1991 im Finale gestartet wurde und bei dieser WM im Viertelfinale endete, konnte erst 2003 von China überboten werden.
- Für Ghana (1999–2003) begann bei dieser WM  die längste Serie ohne eigenes Tor mit je 4 Spielen, womit sie 2003 den Rekord von Japan (1991–2005) und Nigeria (1991–1995)  einstellten, der dann auch später von Nordkorea (2007–2011) eingestellt wurde.
- China, das 1995 am ersten Elfmeterschießen beteiligt war, wurde die erste Mannschaft, die zum zweiten Mal ins Elfmeterschießen musste.
- China wurde die erste Mannschaft, die sechs Spiele nicht verlor und trotzdem nicht Weltmeister wurde. Im Finale verloren sie nur das Elfmeterschießen.
- Die USA benötigten die wenigsten Spiele um Weltmeister zu werden, da sie als Veranstalter automatisch qualifiziert waren. Was danach noch keinem Veranstalter gelang und auch nicht mehr eingestellt werden kann, da der Weltmeister seit 2015 sieben Spiele bestreiten muss.
- Das 5:0 von China gegen Norwegen ist der höchste Sieg in einem WM-Halbfinale der Frauen und die höchste Niederlage eines Titelverteidigers
- Das 7:1 der USA in der Vorrunde gegen Nigeria ist bis heute der höchste Sieg eines Gastgebers
- Die USA blieben als bis heute einziger WM-Gastgeber ungeschlagen
- 1999 standen Vertreter von fünf Konföderationen im Viertelfinale, soviele wie vorher und nachher noch nicht wieder.
- Russland ist bis heute der letzte Neuling, der das Viertelfinale erreichte. Seit 2015 gibt es aber mit dem Achtelfinale ein weiteres Spiel nach der Vorrunde, dieses erreichten 2015 Kamerun, die Niederlande und die Schweiz
- Deutschland spielte zum dritten Mal gegen den späteren Weltmeister: 1991/Halbfinale, 1995/Finale, 1999/Viertelfinale
- Der dritte Platz für Brasilien ist die bisher beste Platzierung eines Südamerikameisters
- Das Viertelfinale für Nigeria ist das bisher beste Ergebnis für einen Afrikameister
- Das Viertelfinalaus für Deutschland ist das bisher schlechteste Abschneiden eines Europameisters (auch 2011 schied Deutschland als Europameister im Viertelfinale aus)
- Der Vizeweltmeistertitel für China ist das bisher beste Abschneiden eines Asienmeisters (auch Japan wurde 2015 als Asienmeister Vizeweltmeister)
- Das Vorrundenaus für Kanada ist das bisher schlechteste Abschneiden eines  Nord- und Mittelamerikameisters (Kanada schied zudem 2011 als  Nord- und Mittelamerikameister in der Vorrunde aus).
- Die USA konnten als erster Olympiasieger (1996) auch Weltmeister werden, was ihnen 2015 nach dem Olympiasieg von 2012 erneut gelang
- Die USA wurde als die erste Mannschaft Weltmeister, die im Eröffnungsspiel stand, was Deutschland 2007 als Titelverteidiger auch gelang

## Fortlaufende Rangliste
| Rang | Mannschaft               | Teilnahmen | Spiele | Gewonnen | Unentschieden | Verloren | Tore  | Tordifferenz | Punkte |
| ---- | ------------------------ | ---------- | ------ | -------- | ------------- | -------- | ----- | ------------ | ------ |
| 01   | Vereinigte Staaten** (=) | 3          | 18     | 15       | 2             | 1        | 58:13 | +45          | 47     |
| 02   | Norwegen* (=)            | 3          | 18     | 14       | 1             | 3        | 53:19 | +34          | 43     |
| 03   | Volksrepublik China ↑2   | 3          | 16     | 9        | 4             | 3        | 40:16 | +24          | 31     |
| 04   | Deutschland ↓1           | 3          | 16     | 9        | 2             | 5        | 38:23 | +15          | 29     |
| 05   | Schweden ↓1              | 3          | 14     | 8        | 1             | 5        | 31:17 | +14          | 25     |
| 06   | Brasilien ↑3             | 3          | 12     | 5        | 2             | 5        | 20:24 | −4           | 17     |
| 07   | Italien (=)              | 2          | 7      | 3        | 1             | 3        | 11:08 | +3           | 10     |
| 08   | Dänemark ↓2              | 3          | 11     | 2        | 1             | 8        | 15:22 | −7           | 7      |
| 09   | Nigeria↑4                | 3          | 10     | 2        | 1             | 7        | 13:33 | −20          | 7      |
| 10   | Russland (N)             | 1          | 4      | 2        | 0             | 2        | 10:05 | +5           | 6      |
| 11   | England ↓3               | 1          | 4      | 2        | 0             | 2        | 06:09 | −3           | 6      |
| 12   | Japan ↓1                 | 3          | 10     | 1        | 1             | 8        | 03:30 | −27          | 4      |
| 13   | Nordkorea (N)            | 1          | 3      | 1        | 0             | 2        | 04:06 | −2           | 3      |
| 14   | Chinesisch Taipeh ↓4     | 1          | 4      | 1        | 0             | 3        | 02:15 | −13          | 3      |
| 15   | Kanada ↓3                | 2          | 6      | 0        | 2             | 4        | 08:25 | −17          | 2      |
| 16   | Ghana (N)                | 1          | 3      | 0        | 1             | 2        | 01:10 | −9           | 1      |
| 17   | Australien ↓3            | 2          | 6      | 0        | 1             | 5        | 06:20 | −14          | 1      |
| 18   | Neuseeland ↓3            | 1          | 3      | 0        | 0             | 3        | 01:11 | −10          | 0      |
| 19   | Mexiko (N)               | 1          | 3      | 0        | 0             | 3        | 01:15 | −14          | 0      |

Anmerkungen:
- Kursiv gesetzte Mannschaften waren 1999 nicht dabei, die fett gesetzte Mannschaft gewann das Turnier